# Ordine della gloria (Armenia)
L'Ordine della gloria è un'onorificenza dell'Armenia.

## Storia
L'Ordine è stato fondato il 22 dicembre 2010.

## Assegnazione
L'Ordine è assegnato a:
- capi di Stato stranieri;
- capi di governo stranieri;
- capi di organizzazioni internazionali;
- leader religiosi.

Viene conferito per il significativo contributo al rafforzamento e sviluppo delle relazioni bilaterali, per la tutela della pace e della sicurezza internazionale, per la salvaguardia dei diritti umani e delle libertà fondamentali, per attività che incoraggiano lo sviluppo delle relazioni economiche, della conservazione dei valori spirituali e culturali.

## Insegne
- Il nastro è completamente bordeaux.